# Саласар, Хосе Грегорио
Хосе́ Грего́рио Саласа́р Ла́ра (исп. José Gregorio Salazar Lara; 1773, Сан-Сальвадор, Сальвадор — 1 февраля 1838, Гватемала, Гватемала) — центральноамериканский военный и политический деятель середины XIX века.

## Биография
Родился в 1773 году в Сан-Сальвадоре. Женился на Франсиске де Кастро-и-Лара, в 1800 году у них родился сын Карлос. В 1825 году был мэром Гватемалы.
В 1834 году ситуация с восстаниями в Федеративной Республике Центральной Америки, что президент Франсиско Морасан был вынужден лично возглавить армию для их подавления; Хосе Грегорио Саласар стал вице-президентом страны. В начале года верховный правитель штата Сальвадор Хоакин де Сан-Мартин попытался выделить Сальвадор в независимое государство. Морасан сверг его, а вместо него назначил временным главой штата Карлоса Саласара, а затем — Хосе Грегорио Саласара. 16 сентября 1834 года Хосе Грегорио Саласару также пришлось стать исполняющим обязанности президента страны в связи с занятостью Морасана ведением войны, и он оставался во главе республики до 14 февраля 1835 года.
21 сентября 1834 года Саласар собрал в Сан-Висенте Ассамблею штата Сальвадор, чтобы она избрала нового главу штата. Был избран Хосе Мария Сильва, но результаты голосования были объявлены недействительными, и тогда 30 сентября был избран Хоакин Эсколан.
В 1838 году убит толпой во время захвата города Гватемалы войсками генерала Рафаэля Карреры.